# IC 2955
IC 2955 је галаксија у сазвјежђу Лав која се налази на листи објеката дубоког неба у Индекс каталогу.
Деклинација објекта је + 19° 37' 22" а ректасцензија 11h 45m 5,0s. Привидна величина (магнитуда) објекта IC 2955 износи 14,1 а фотографска магнитуда 15,1. IC 2955 је још познат и под ознакама MCG 3-30-96, CGCG 97-128, ARAK 318, PGC 36603.